# 山岡榮
山岡榮（1902年10月23日—1930年5月9日），日本愛媛縣伊予郡中山町（現伊予市內）人，台中州東勢街二庄組合立東勢農林國民學校教師，為搭救九名台灣鄉民、學童而殉身，在今台中市新社區食水嵙溪旁立有紀念碑。

## 生平
1902年10月23日，山岡榮出生於四國愛媛縣伊予郡出淵村（現伊予市中山町出淵），伊予實業學校（今伊予農業高等學校）畢業。

### 殉身
1930年元月，山岡榮隻身來台灣任教於東勢農林學校（今新社高中）。同年5月9日，當地豪雨，新社公學校（今新社國小）提早放學。由兩位父兄帶領下，住在現今新社區崑山里、石岡區的七名學童徒步返家，突然食水嵙溪水暴漲沖垮竹橋，九人受困食水嵙溪沙洲。學童雖非山岡榮的學生，但他得知後，從學校宿舍沿古步道狂奔到現場，當游到沙洲救人時，被激流捲入撞上溪石殉職，留下妻子、二名年幼女兒、遺腹子。
當地村民還沿著食水嵙溪追逐遺體二公里；受困沙洲九人在該日傍晚全數獲救。

## 身後
昭和五年（1930年）11月1日，日本政府及村民為感念山岡榮，特於食水嵙溪旁立紀念碑。1935年3月，伊予郡聯合青年團、中山青年團在中山町的盛景寺設立殉職紀念碑。許多鄉民緬懷其救人事蹟，每年定期打掃紀念碑，獻花哀悼；居民老幼、學童經過此紀念碑時，會停足瞻仰膜拜懷念捨己救學童的山岡老師。
自其七十七歲冥誕（1979年）開始，新社區白冷圳社區每年恰逢山岡榮忌日前夕，舉辦追思會。2003年，白冷圳水流域社區總體營造促進會，透過文建會「92年度新故鄉社區營造計劃」，完成紀念碑週邊綠美化整修工程計劃先期規劃。2007年紀念碑公告為台中縣文化資產。徐炳乾等促進會會員會來維護。
山岡榮遺族、台中市台日文化經濟交流協會、台日交流聯誼會、新社高中師生、及白冷圳水流域社區總體營造促進會也曾至紀念碑緬懷。山岡榮外孫女駄場美惠子透露，至今她還能感受居民感懷之意。長榮大學台灣研究所所長溫振華表示，救人義行不涉及統治與被殖民立場，跳水救人，奮不顧身是人性最素樸與珍貴的價值。受困者邱阿添的兒子邱湧忠寫下感恩之詞：「捨身救人，恩如山岡，萬世師表，情若海深！」